# Clypeasteroida
Los clipeasteroides (Clypeasteroida) son un orden de equinodermos equinoideos, conocidos como galletas de mar o dólares de (la) arena  (del inglés "sand dollars") por su forma redondeada y muy aplanada. Cuando están vivos son de color marrón, pero tras ser arrojados a la playa se blanquean por el sol.

## Características

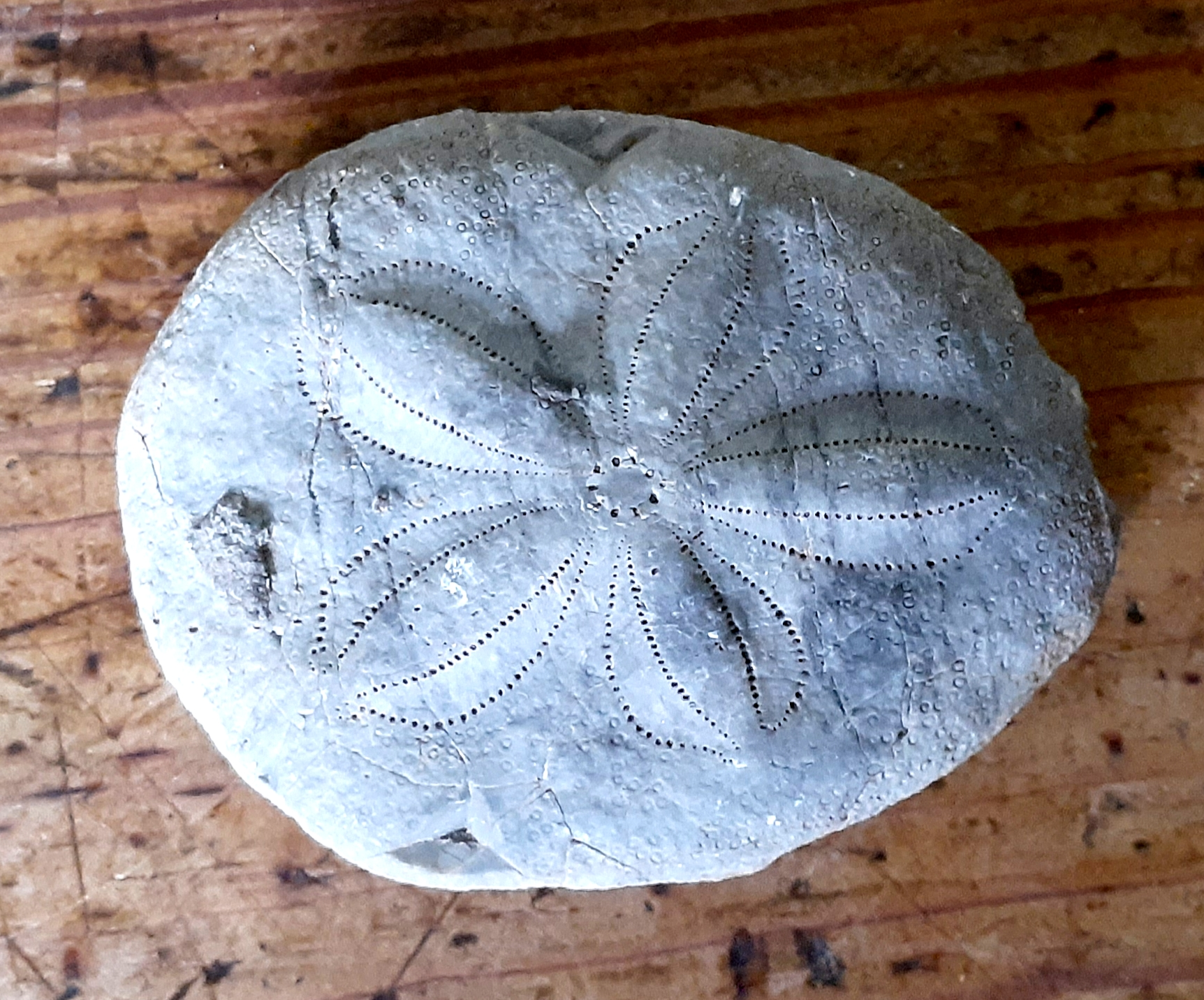
Fósil encontrado a 1600 en el Parque Nacional Juan Crisostomo Falcón, Venezuela.

Poseen un esqueleto rígido. En individuos vivos, este esqueleto está cubierto por una piel con textura de terciopelo, peluda. Los movimientos coordinados del esqueleto son los que permiten su movimiento en el fondo del mar. Una vez muertos la luz del sol hace que pierdan el color y queden blancos.

## Historia natural
Los dólares de arena viven más allá de la línea de bajamar, sobre o justo por debajo de la superficie de los fondos arenosos o fangosos. Las espinas en la parte inferior, algo aplanada, le permiten excavar o arrastrarse lentamente a través del sedimento. Los cilios finos y peludos cubren las pequeñas espinas. Se alimentan de larvas de crustáceos, pequeños copépodos, diatomeas, algas y detritos.

## Taxonomía
Los clipeasteroides incluyen 732 especies, de las que unas 200 están extintas, y las siguientes familias:
- Familia Conoclypidae von Zittel, 1879 †
- Familia Faujasiidae Lambert, 1905 †
- Familia Oligopygidae Duncan, 1889 †
- Familia Plesiolampadidae Lambert, 1905 †

- Suborden Clypeasterina von Zittel, 1879
  - Familia Clypeasteridae L. Agassiz, 1835
  - Familia Fossulasteridae Philip & Foster, 1971 †
  - Familia Scutellinoididae Irwin, 1995
- Suborden Scutellina Haeckel, 1896
  - Familia Scutellinidae Pomel, 1888 †
  - Familia Fibulariidae Gray, 1855
  - Familia Laganidae Desor, 1857
  - Familia Echinarachniidae Lambert in Lambert & Thiéry, 1914
  - Familia Eoscutellidae Durham, 1955 †
  - Familia Protoscutellidae Durham, 1955 †
  - Familia Rotulidae Gray, 1855
  - Familia Taiwanasteridae Wang, 1984
  - Familia Abertellidae Durham, 1955 †
  - Familia Astriclypeidae Stefanini, 1912
  - Familia Dendrasteridae Lambert, 1900
  - Familia Mellitidae Stefanini, 1912
  - Familia Monophorasteridae Lahille, 1896 †
  - Familia Scutasteridae Durham, 1955 †
  - Familia Scutellidae Gray, 1825

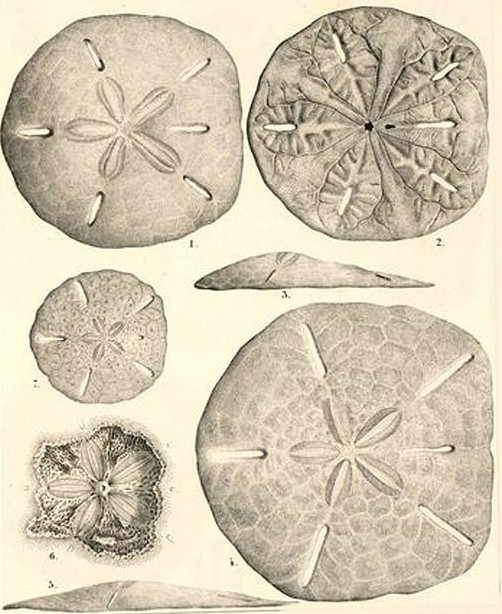
Leodia sexiesperforata, por Louis Agassiz (1841).
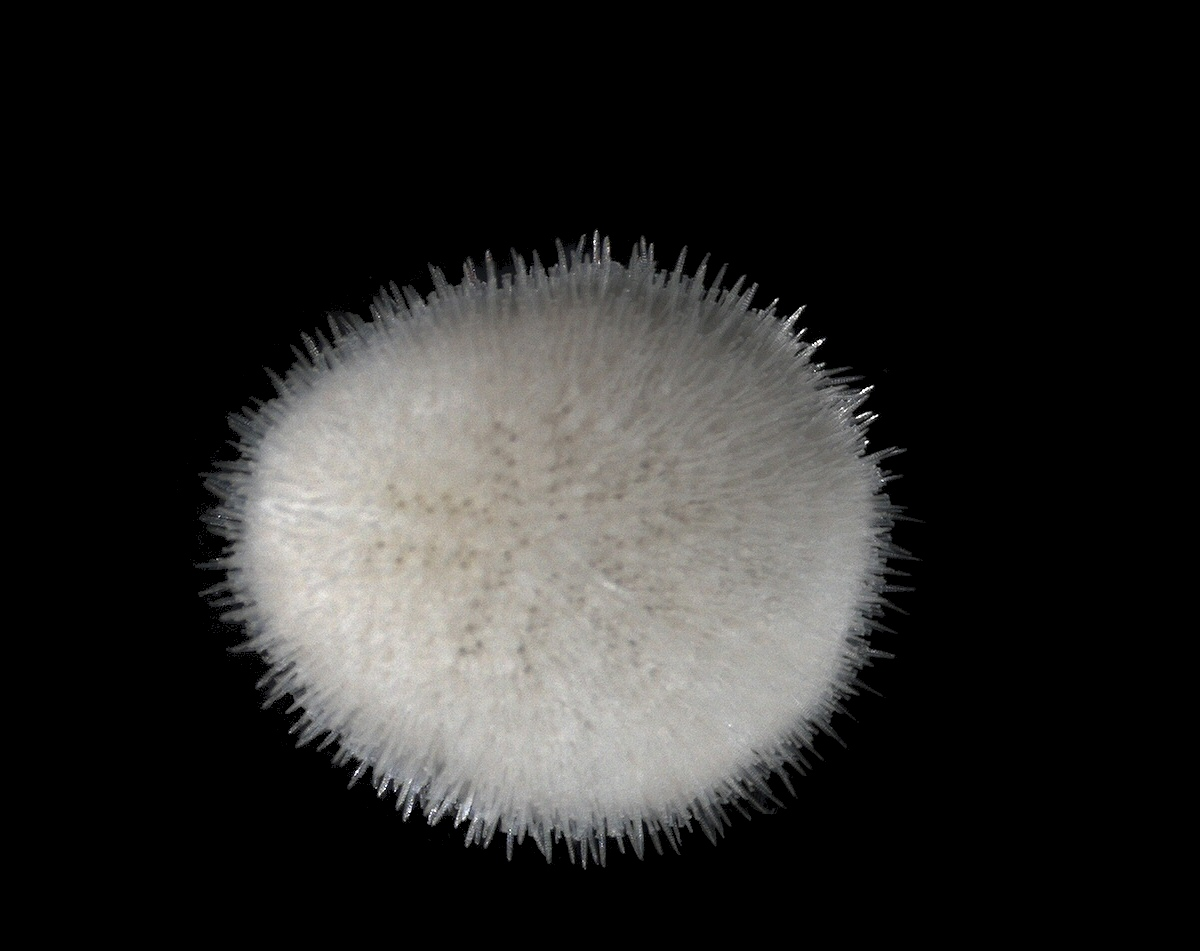
Echinocyamus pusillus viu.
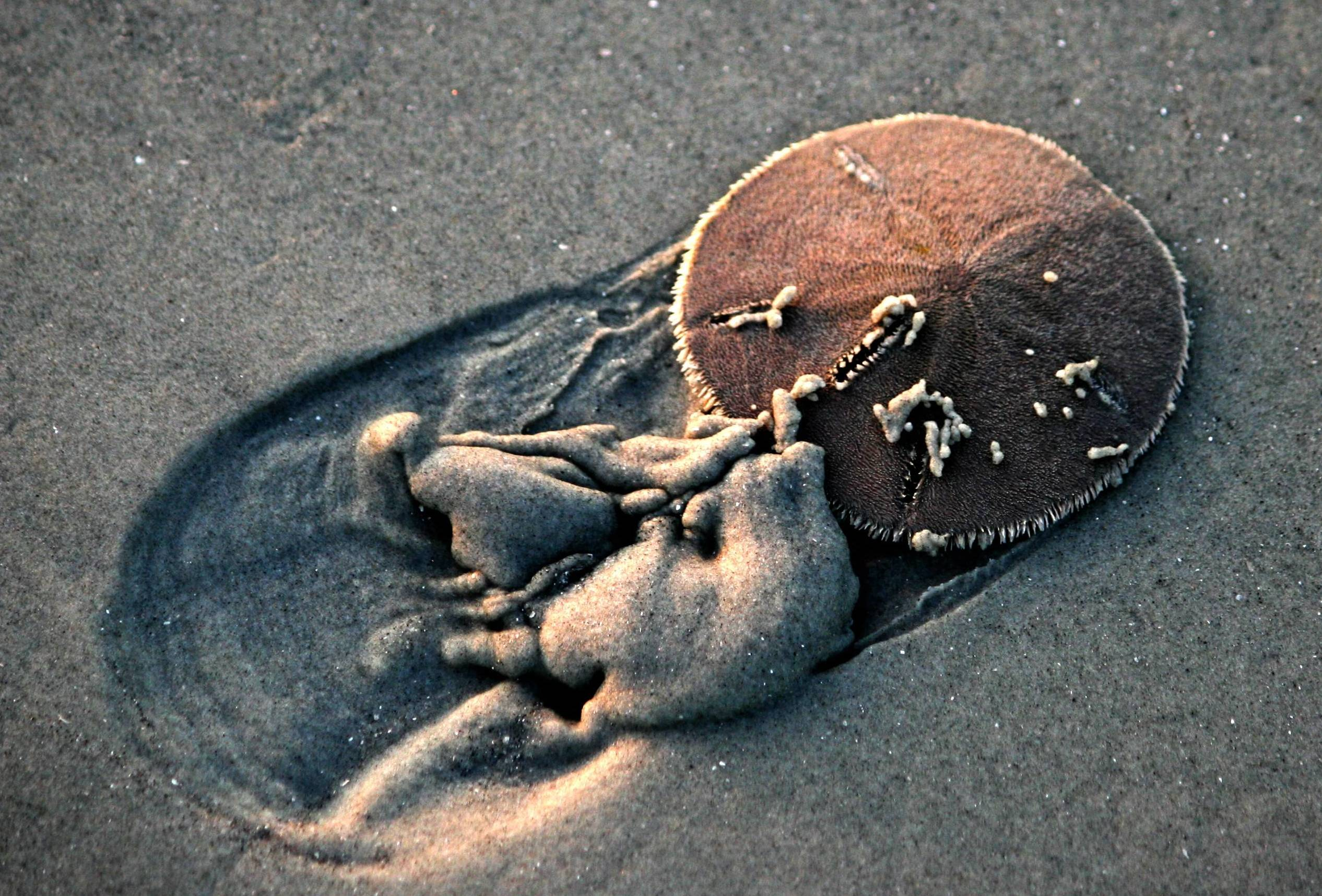
Mellita sp.
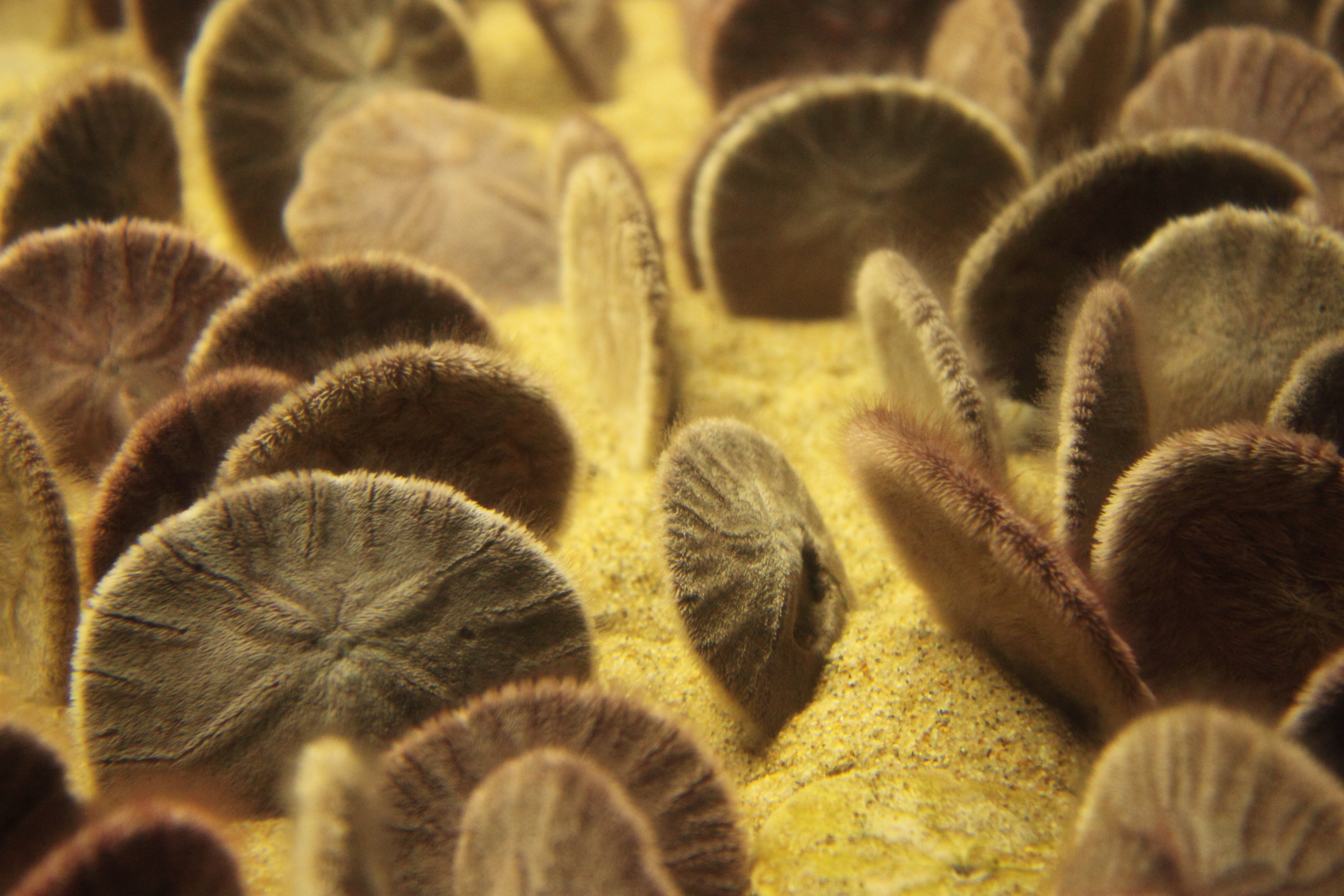
Dendraster excentricus.
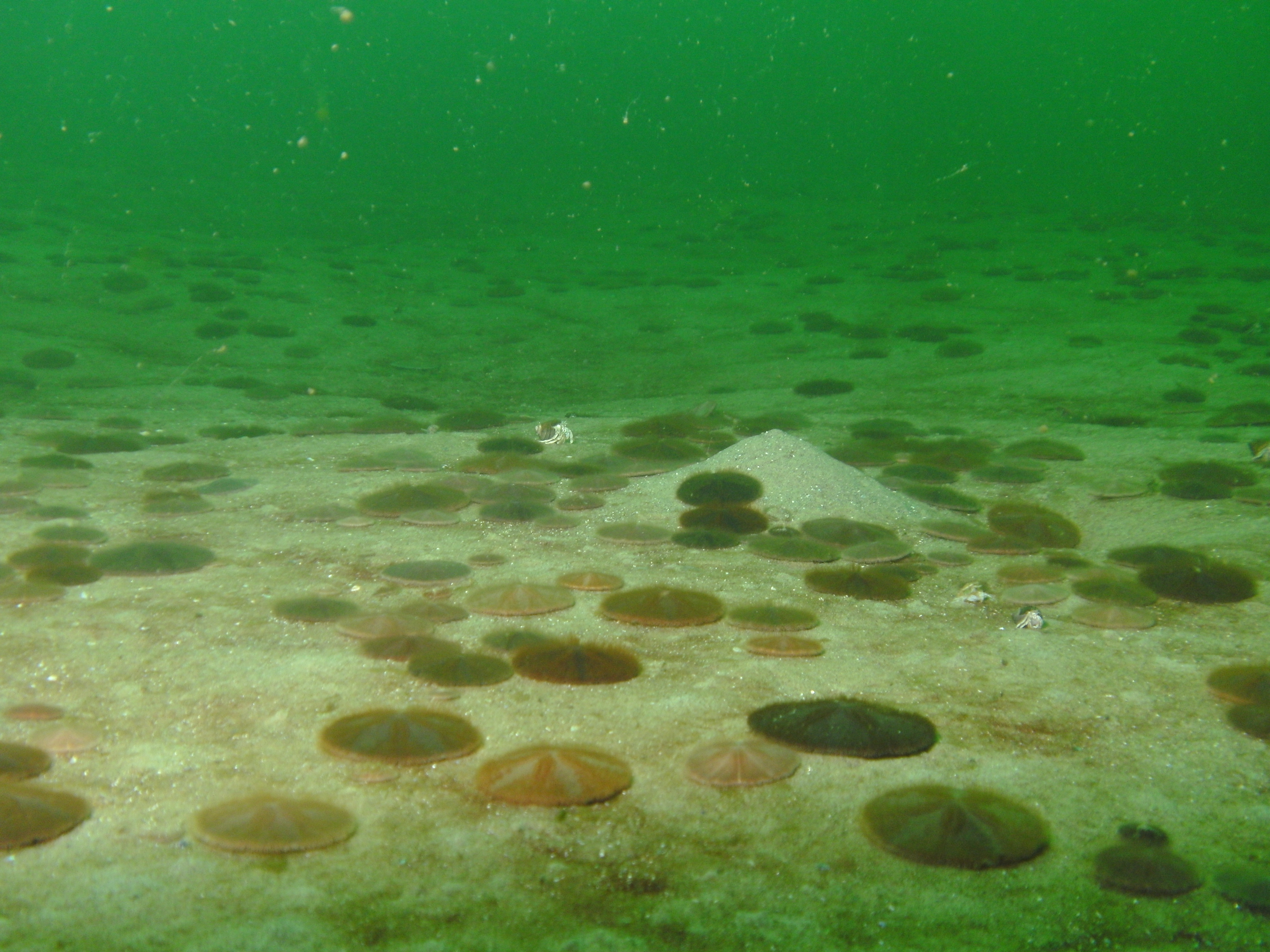
Echinarachnius parma.
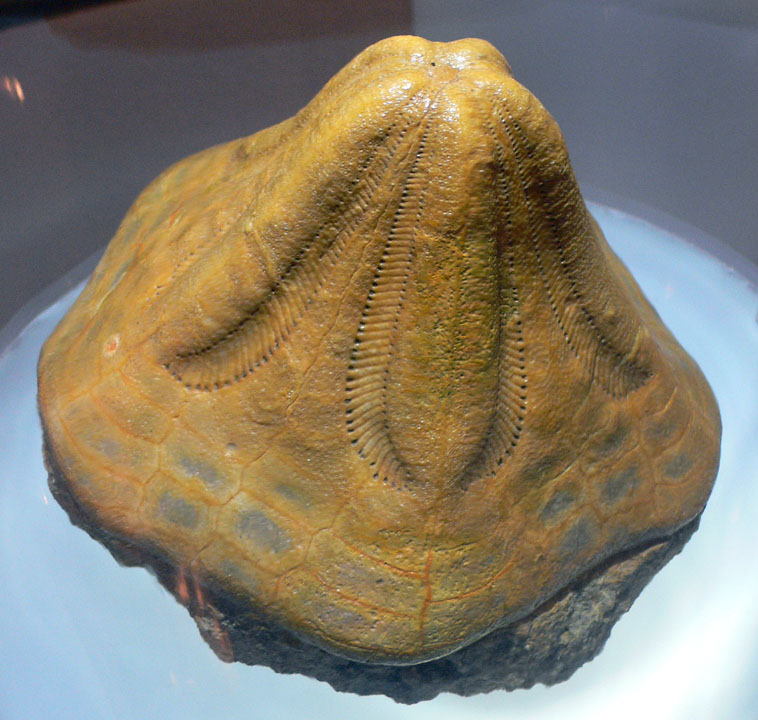
Clypeaster portentosus (fósil).